# U.S. Route 9
U.S. Route 9 (också kallad U.S. Highway 9 eller med förkortningen  US 9) är en amerikansk landsväg. Den går ifrån Laurel i Delaware i söder till Champlain i New York i norr och sträcker sig 838 kilometer. 
Genom de norra delarna av staden New York följer Route 9 Broadway, den gamla landsvägssträckningen norrut från New York, genom Washington Heights, Bronx och vidare norrut genom Yonkers i riktning mot Albany.